# Света Троица (Долно Христос)
Вижте пояснителната страница за други значения на Света Троица.
„Света Троица“ (на гръцки: Αγίας Τριάδος) е православна църква в сярското село Долно Христос (Като Христос), Гърция, част от Сярската и Нигритска епархия. Църквата е енорийски храм.
Първоначалната църква е построена в 1930 година, но към края на века става малка за нуждите на енориашите. В 1986 година е разрушена и на нейно място е построен днешният храм. Осветена е на 1 април 1995 година от митрополит Максим Серски и Нигритски. В архитектурно отношение църквата е кръстокуполна базилика с нартекс на запад и камбанария на югозапад.